# アラビア語
アラビア語（アラビアご、亜剌比亜語、اللغة العربية, al-lughah al-ʿarabīyah, アッ＝ルガ・アル＝アラビーヤ, 実際の発音：アッ=ルガトゥ・ル=アラビーヤ、略称：العَرَبِيَّة, al-ʿarabīyah [ʔalʕaraˈbij.ja] ( 音声ファイル)）は、アフロ・アジア語族のセム語派に属する言語の一つ。
もともとアラビア半島で話されていたが、現在では主に西アジアや北アフリカのアラブ世界で広く話されている。世界で3番目に多くの国と地域で使用されている言語であり、27か国で公用語とされている。また、国連の公用語であり、国連発足後に追加された唯一の言語である。

## フスハーとアーンミーヤ
現代のアラビア語は、次の2つに大きく分類されている。
- フスハー（正則アラビア語・現代標準アラビア語・MSA[注釈 1]) ：文章や公的な場面で用いられる。
- アーンミーヤ：各地の方言。日常会話で用いられる。

言語学においてアラビア語は二言語使い分けの典型とされる。同様の二言語使い分けには中世のカトリック教会地域におけるラテン語とロマンス諸語がある。

### フスハー
フスハー（正則アラビア語）はアラブ諸国の共通語であり、アラビア文字で書かれる。起源は西暦4世紀ごろのアラビア半島にさかのぼるといわれ、イスラーム文明の出現と拡大にともなって北アフリカにまで使用地域が広がり、現在まで言語として大きく変わらずに使われている。
イスラームにおいては、アッラーがムハンマドに対してアラビア語で教えを与えたとされ、アラビア語は特別視される。イスラームの聖典であるクルアーン(コーラン)は古典アラビア語で書かれている。クルアーンは他言語に翻訳されることもあるが、礼拝において詠唱されるのは古典アラビア語のクルアーンである。アフリカからトルコ、インド、東南アジアにかけてのイスラム圏では、アラビア語が知識人の共通語として通用している。なお、クルアーンで用いられるアラビア語はムハンマドがいたヒジャーズ地方の方言をかなり反映していると考えられる。
オスマン帝国時代までに書き言葉としてのフスハーは衰退したが、話し言葉としては続けて用いられていた。近代になると書き言葉は簡単なものとして練り直され、近代以降の新しい概念に対応する新語が大量に追加されることで、現代において使用されている現代のフスハーが成立した。
フスハーはアラビア語において公的な面を代表する言語であり、宗教関係のほかに、学術関係や書籍・雑誌・新聞などの文章はもちろん、公的な場での会話やテレビニュースなどの改まった場においても使用される。また、非ネイティブ向けのアラビア語教育もフスハーで行われる。
一方で、日常会話においてはフスハーが使用されることは少ない。

### アーンミーヤ
アーンミーヤないし方言は日常会話で用いられる話し言葉であり、国・地域ごとに異なる。正字法は無いが、私信や、大衆向けの小説や演劇、詩歌はアーンミーヤで書かれる。　
湾岸方言、ヒジャーズ方言、イラク方言、シリア方言、レバノン方言、パレスチナ方言、エジプト方言、スーダン方言、マグリブ方言、ハッサニヤ方言などに大別され、それぞれの地域のなかでも違いがある。地域によっては、宗派ごとに話される差異があるとされる。また、遊牧民・農村・都市といった生活形態によって、地域を越えた共通の特徴があるとされる。
エジプト方言、シリア方言、レバノン方言などはマスメディアで多用されるためアラブ世界各地で理解される一方、異なる地域の住民同士では会話に支障が出ることもある。
また、非ネイティブ向けのアラビア語教育は主にフスハーで行われるが、日常会話をスムーズに行うには現地のアーンミーヤを習得する必要がある。

## アラビア語の特徴
多くの単語は、三つの子音を語根として分析することができる。そこに、母音や接頭辞、接尾辞、接中辞を付けて、語彙を派生したり、活用したりする。形態論的には屈折語である。

### 文字
アラビア語の表記には、通常はアラビア文字が用いられる。フスハーはアラビア文字による正書法を持ち、アーンミーヤも文字化する際は一般にアラビア文字が用いられる。ただし、マルタ語はラテン文字による正書法を持つ。以下は、アラビア文字の主な特徴である。
- 文字一覧はアラビア文字の項を参照。それぞれの独立形が左右の文字と繋がっていく（ただし例外が6文字ある）。
- 右から左へと読む。数字は左から右に綴られる。
- 多くの書体が存在する。「イスラームの書法」を参照。
- 文語（フスハー）はもっぱらアラビア文字で表される。アラビア文字のアブジャド（慣用名称：アルファベット）は従来のアブジャドにおける第1番目の子音であった声門閉鎖音（声門破裂音）としてのアリフ（後世にハムザ（ء）として分離されたもの）と弱文字アリフ（ا）を同時に1番目に置くか、弱文字アリフをلا（ラーム・アリフ）として終盤に置くかで28文字と数えるか・29文字と数えるかの学説に分かれる。
- 大文字と小文字の区別はない。ラテン文字転写では人名などの語頭が大文字で書かれるが、転写の都合上によるもので、もとのアラビア語では固有名詞の語頭を何らかの違う形で書くということはされない。
- 口語（アーンミーヤ）には正書法がない。
- アラビア文字には母音を示す文字は存在せず、アブジャドに含まれる子音字のみでつづられる。長母音の一部は弱文字を表すためのアリフ（ا）や弱文字と呼ばれる半母音のワーウ（و）ならびにヤー（ي）を用いるがこれらは母音ではなく無母音の子音という扱いとなる。母音の情報は読む側が補って読まなければならないが、不便が生じることからウマイヤ朝期に発音記号が開発された。クルアーン（コーラン）や低年齢向け児童書籍には正確な発音を示すために母音符号などの符号（シャクル）が付記される。書道作品においても、母音符号は装飾を兼ねて付記されることが多い。まれに、成人対象の詩や小説であっても誤読を避けるため自著に母音符号を付記する作家もいる。

### 発音
- 喉音や咽頭化音（セム語学では特に強調音という）をもつ。特にضは特徴的な子音で、アラビア語のことを『ضの言語』とも言うのはそのためである。
- 母音は音韻論的には /a/、/i/、/u/ の3つの短母音とその長母音、二重母音 (/ai/、/au/) を弁別する。
- 発音例　- アラビア語 曜日

### 文法
- 定冠詞、前置詞が存在し、名詞と形容詞（アラビア語では名詞に分類される）は格（主格・属格・対格）・性（男性・女性）・数（単数・双数・複数）によって変化する。
- 女性形、男性・女性複数形には基本となる規則形があるもののそれ以外にもとりうる形が無数に存在するため、個別に記憶しなければならないものが多い。例えば、مُدَرِّسٌ (mudarrisun, 先生) の複数形は規則形であり、語尾に -ūna を付けて、مُدَرِّسُونَ (mudarrisūna) になるが、صَدِيقٌ（ṣadīqun, 友人）の複数は不規則形であるため、صَدِيقُونَ  (ṣadīqūna) とはならず、أَصْدِقَاءُ ('aṣdiqā'u) となる。
- 動詞は3人称男性単数完了形を原形とし、語根順配列の辞典では、その形で引くことになる。原型を基本型、第一型ともいう。これに加えて、第二型から第十五型までの派生型が存在するが、現代アラビア語は原則として第十型まで用い、第十一型以降は色の変化などといった限られた場合にしか用いられず、第九型は原則として色彩や人体の障害に関する意味を持つ単語である（ただし、派生型は西欧の学者が考案した学習概念であり、アラビア語を母語とする者は用いない）。ハンス・ヴェーアによる『現代文語アラビア語辞典』をはじめとして、多くの辞書は語根順に語が配列されているため、派生型の動詞を辞書で参照するには、動詞からその語根すなわち原形を抽出しなければならず、これが、アラビア語を母語としない初学者にとっての辞書引きを困難にしている。

## 方言

アラビア語諸方言の分布図

- Arabic, Ancient North†【xna】—古代北アラビア語†
- Arabic, Andalusian†【xaa】—アル・アンダルス＝アラビア語
- Arabic, Algerian Saharan【aao】—アラビア語サハラ方言
- Arabic,Central Asian  【】 －アラビア語中央アジア方言
- Arabic, Tajiki【abh】—アラビア語タジク方言
- Arabic, Baharna【abv】—アラビア語バーレーン方言
- Arabic, Mesopotamian【acm】—アラビア語イラク方言
- Arabic, Ta'izzi-Adeni【acq】—アラビア語南イエメン方言
- Arabic, Hijazi【acw】—アラビア語ヒジャーズ方言
- Arabic, Omani【acx】—アラビア語オマーン方言
- Arabic, Dhofari【adf】—アラビア語ドファール方言
- Arabic, Tunisian【aeb】—アラビア語チュニジア方言
- Arabic, Saidi【aec】—アラビア語サイード方言
- Arabic, Gulf【afb】—アラビア語湾岸方言
- アラビア語レヴァント方言（英語版）
  - Arabic, South Levantine【ajp】—アラビア語南レヴァント方言
    - アラビア語レバノン方言
    - アラビア語ヨルダン方言
    - アラビア語パレスチナ方言
    - アラビア語シリア方言（英語版）

  - Arabic, North Levantine【apc】—アラビア語北レヴァント方言
    - アラビア語北シリア方言（英語版）

  - Arabic, Cypriot【acy】—アラビア語キプロス方言
  - Arabic, Eastern Egyptian Bedawi【avl】—アラビア語東部エジプト・ベダウィ方言（英語版）
- Arabic, Sudanese【apd】—アラビア語スーダン方言
- Arabic, Standard【arb】—標準アラビア語
- Arabic, Algerian【arq】—アラビア語アルジェリア方言
- Arabic, Najdi【ars】—アラビア語ナジュド方言
- Arabic, Moroccan【ary】—アラビア語モロッコ方言
- Arabic, Egyptian【arz】—アラビア語エジプト方言
- Arabic, Uzbeki【auz】—アラビア語ウズベク方言
- Arabic, Hadrami【ayh】—アラビア語ハドラマウト方言
- Arabic, Libyan【ayl】—アラビア語リビア方言
- Arabic, Sanaani【ayn】—アラビア語北イエメン方言
- Arabic, North Mesopotamian【ayp】—アラビア語北メソポタミア方言
- Hassaniyya【mey】—アラビア語ハッサニア方言
- Maltese【mlt】—マルタ語
- Arabic, Chadian【shu】—アラビア語チャド方言〔Shuwa Arabic：シュワー・アラビア語〕
- Arabic, Shihhi【ssh】—アラビア語シフフ方言
- Arabic, Siculo†【sqr】—アラビア語シチリア方言†
- Judeo-Arabic【jrb】—ユダヤ＝アラビア語
  - Arabic, Judeo-Iraqi【yhd】—ユダヤ＝イラク・アラビア語
  - Arabic, Judeo-Moroccan【aju】—ユダヤ＝モロッコ・アラビア語
  - Arabic, Judeo-Tripolitanian【yud】—ユダヤ＝トリポリタニア・アラビア語
  - Arabic, Judeo-Tunisian【ajt】—ユダヤ＝チュニジア・アラビア語
  - Arabic, Judeo-Yemeni【jye】—ユダヤ＝イエメン・アラビア語

## 言語分布

アラビア語話者の分布。濃い緑はアラビア語話者が多数を占める地域、薄い緑は少数のアラビア語話者が居住する地域を指す

### 現代標準アラビア語を公用語とする国家
アジア
 アラブ首長国連邦 -  イエメン共和国 -  イラク共和国 - オマーン国 - 
 カタール国 -  クウェート国 -  サウジアラビア王国 -  シリア・アラブ共和国 - 
 バーレーン王国 -  パレスチナ国 -  ヨルダン・ハシミテ王国 -  レバノン共和国
アフリカ
 アルジェリア民主人民共和国 -  エジプト・アラブ共和国 -  エリトリア国 -  コモロ連合 - 
 西サハラ -  ジブチ共和国 -  スーダン共和国 -  ソマリア -  ソマリランド -  チャド共和国 -  チュニジア共和国 - 
 モーリタニア・イスラム共和国 -  モロッコ王国 -  リビア国
アラビア語を公用語としている国家のうち、アラブ首長国連邦、イエメン、オマーン、カタール、クウェート、サウジアラビア、シリア、バーレーン、パレスチナ、ヨルダン、レバノン、エジプト、リビア、チュニジアにおいては国民のほとんどがアラブ人で構成されており、公用語としてのフスハーと日常語としてのアーンミーヤのみを使用している。これはイスラム教徒以外のアラブ人も同様で、たとえばレバノンにはマロン派などのキリスト教徒も多数存在するが、民族的にはアラブ人であるためそのほとんどはフスハーとアラビア語レバノン方言を話す。アルジェリアにおいては国民の大半がアラビア語を話すものの、カビール語などのベルベル語諸語話者も存在する。レバノン、アルジェリアでは旧宗主国語のフランス語も通じる。ただし同国の公用語はアラビア語のみとなっている。アラブ人多数の上でベルベル人がかなりの数存在するのは隣国のモロッコにおいても同様であるが、モロッコでは公用語はアラビア語とベルベル語の2言語体制となっている。モロッコと領有権を争っている西サハラではアラビア語と共にスペイン語も使われる。イラクにおいては北部にクルド人が居住しているためにクルド語も公用語となっているが、アラビア語話者は多数派を占めている。モーリタニアはアラビア語を使用するムーア人が多数を占め、アラビア語が公用語となっているが、南部を中心にアラビア語を使用しない黒人も多く、また旧フランス領だったためフランス語の影響力も強い。スーダンもアラブ系が多数を占めるものの、西部のフール人などのようにアラビア語を使用しない民族も多く存在し、紛争が絶えない。公用語はアラビア語と英語の二言語使用となっている。
こうしたアラブ人が多数を占める国家に対し、住民のほとんどがソマリ語を話すソマリ人であるソマリアや、同じくアファル人とイッサ人が多数を占めるジブチ、スワヒリ語に近いコモロ語を主に使用するコモロなどのような、日常語としてアラビア語をほとんど使用しない地域においてもアラビア語が公用語とされることがある。これはこれら諸国がアラブ諸国との経済的・文化的結びつきが強く、またイスラム教徒がほとんどであるため典礼用言語であるフスハーを理解できるものが多く存在するためである。
アラビア語を公用語としている国家は増加傾向にある。これは、かつてイギリスやフランスの植民地だったアラブ人国家が独立後、公用語を英語やフランス語からアラビア語に変更する傾向が強いためである。特にアフリカにおいては、アラビア語圏以外のほとんどの新独立国が旧宗主国の公用語の使用を継続していることと明確な対比をなしている。こうした公用語の切り替えはアラブ人国家すべてで行われたものの、その深度や速度には国によって違いがみられた。旧英領諸国ではほとんどの国で公用語のアラビア語切り替えが実施されたものの、旧フランス領諸国ではモロッコやモーリタニアのように公用語をフランス語とアラビア語の2言語とする国家がいくつか存在し、アルジェリアのように積極的に言語切り替えが行われた国との差異が目立った。またアルジェリアにおいても、教育課程のアラビア語化は進んだものの官僚など政府の指導層がフランス語話者によって占有されている状況を打破することはできなかった。アラビア語教育によって大衆のアラビア語化は進んだものの、エリート層はフランス語話者のままだったため、この二言語の話者間に階層的な対立が生じた。さらにアルジェリアにおけるアラビア語化はイスラム主義と結びついていたために、イスラム主義の台頭を招き、1990年代のアルジェリア内戦へとつながっていくこととなった。

### 現代口語アラビア語を公用語とする国
マルタ共和国のマルタ語は、現代アラビア語口語の一変種である。語彙などの面でヨーロッパ諸語、特にイタリア語からの借用が多く、またラテン文字で綴られる。現代アラビア語口語諸語の中で国家の公用語となっているのはマルタ・アラビア語のみである。

### イスラエルにおけるアラビア語の状況

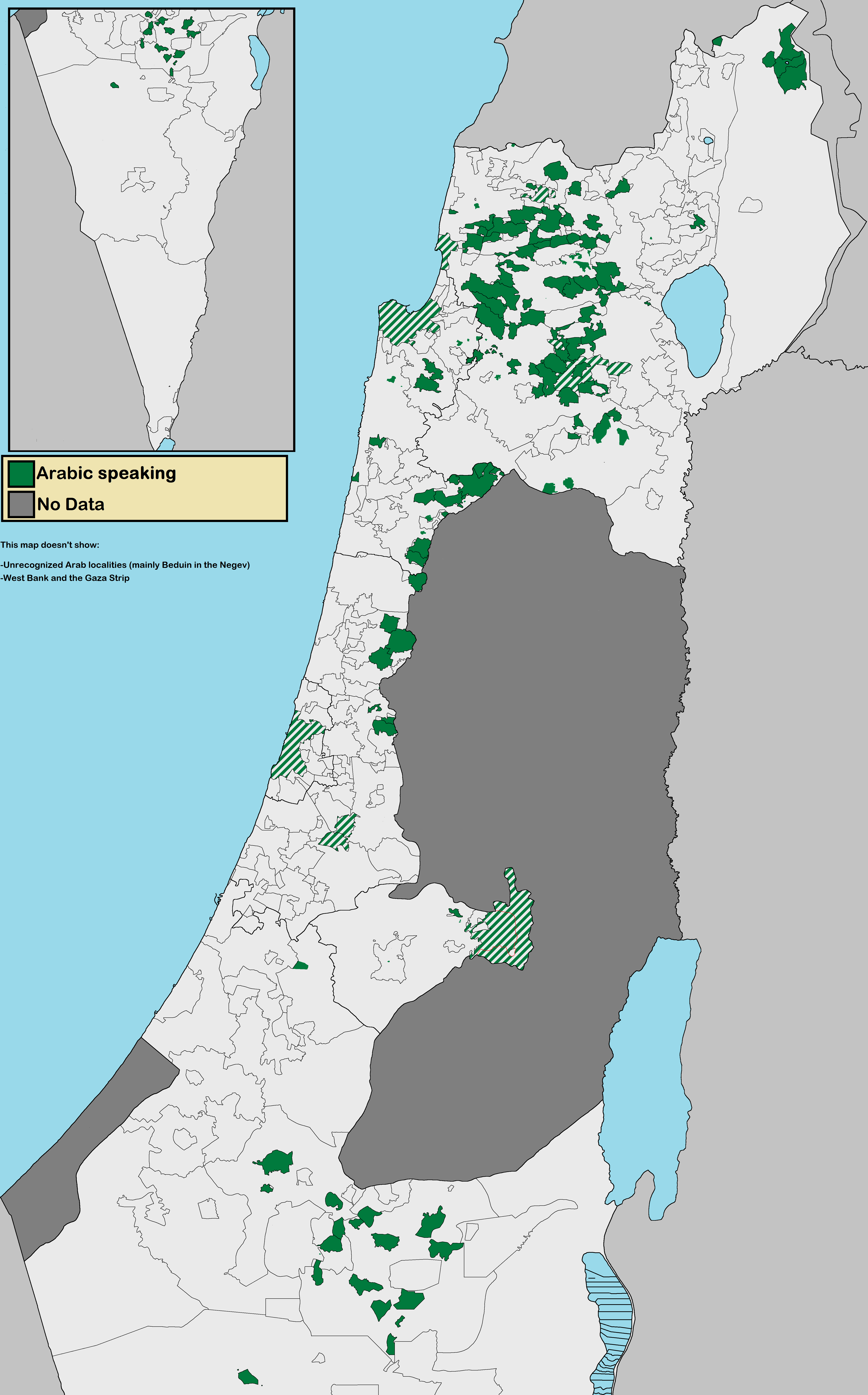
イスラエルにおけるアラビア語自治体の分布

英国委任統治領時代のパレスチナにおいては、英語、アラビア語、ならびにヘブライ語の3か国語が公用語とされた。そして、1948年のイスラエル建国後は、アラビア語とヘブライ語のみがイスラエルの公用語とされ、英語は公用語ではなくなった。しかしながら、ユダヤ系イスラエル人の児童や生徒を対象とした初等教育ならびに中等教育機関においては、公用語であるアラビア語よりも公用語ではない英語の教育を重視している。アラブ系イスラエル人の児童や生徒を対象とした初等教育ならびに中等教育機関においては、ユダヤ系イスラエル人よりもアラビア語やアラブ文学などに割り当てられる時間数が多い。また、イスラエルにおける雇用条件において、多くの場合は「ヘブライ語と英語が話せること」が語学的な条件として課されており、公用語であるアラビア語は全く理解できなくても、イスラエル社会においては特に問題視されない。それ故、イスラエルにおけるアラビア語は、公式には公用語であるにもかかわらず、事実上はアラブ系イスラエル人というマイノリティのみが用いる言語になっている。イスラエルのアラブ人のかなりが、アラビア語のほかにヘブライ語も使用することができる。また、現在のイスラエルにおける通貨や切手などは、ヘブライ語、アラビア語、ならびに、英語の3か国語で記載される。このような状況は建国以来70年近く続いてきたが、ベンヤミン・ネタニヤフ政権は2017年5月7日にアラビア語を公用語から外して国語へと格下げし、ヘブライ語のみを公用語とする閣議決定を行った。この閣議決定に対し、同国のアラブ人政党からは強い反発が起こった。

### その他諸国におけるアラビア語

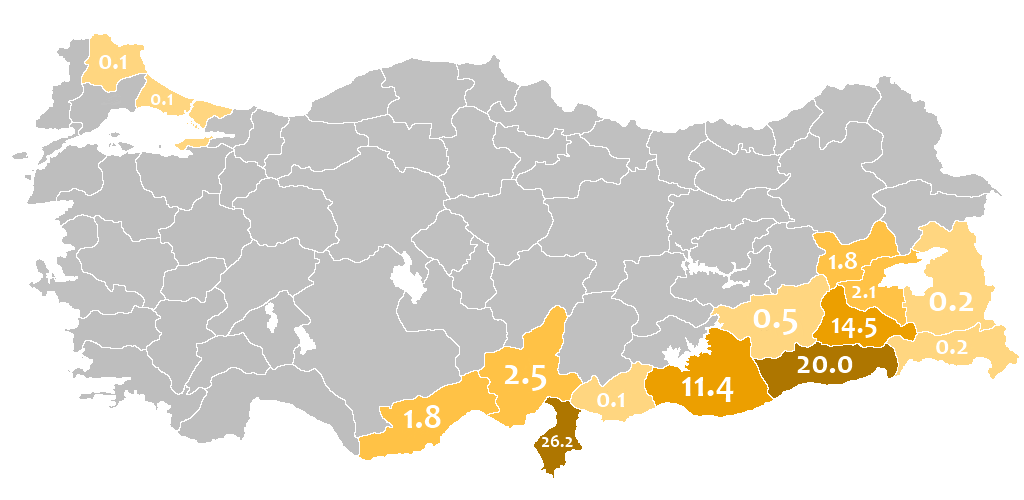
トルコ各県におけるアラビア語を母語とする住民の割合（1965年統計）

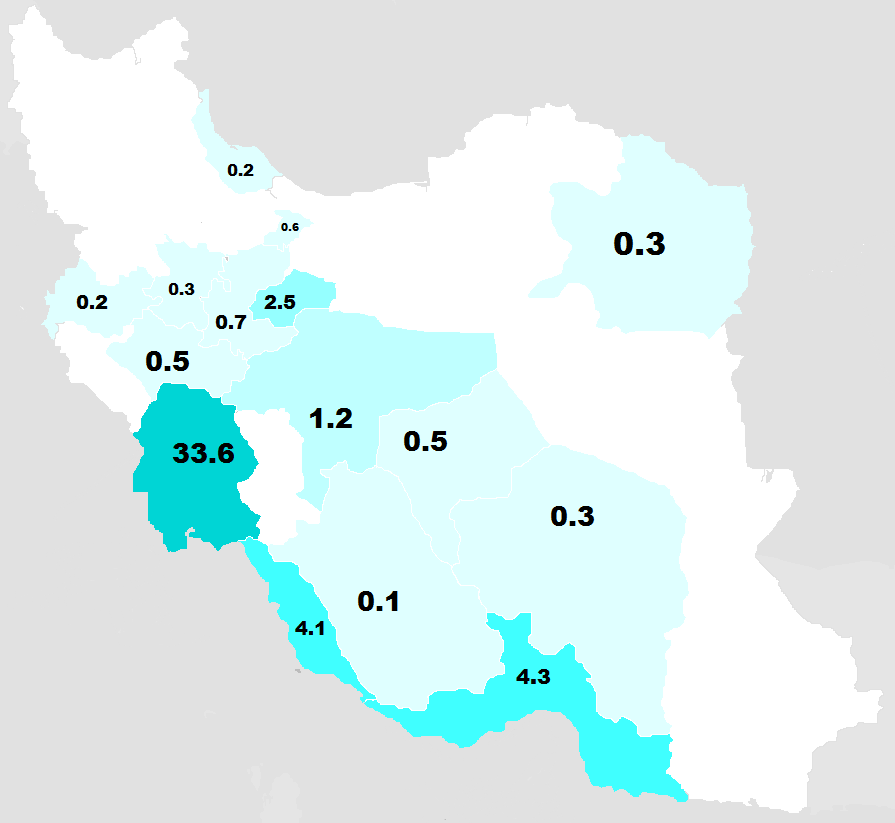
イラン各州におけるアラビア語を母語とする住民の割合（2010年統計）

イスラム教においてアラビア語は典礼用言語となっており、アラビア語のもの以外はクルアーンとして扱われないため、礼拝においては必ずアラビア語によってクルアーンを唱えることとなる。ただしクルアーンが翻訳されたものが注釈書として多くの言語圏において出版されているため、イスラム教徒にとってアラビア語は礼拝において必要であっても、内容の理解までは必ずしも必要ではない。このためアラビア語ができないイスラム教徒も非常に多く存在する。ただしクルアーンの内容を詳しく知るためにはアラビア語の知識は不可欠であり、このためイスラム教諸国においては熱心な信徒を中心に薄く広くアラビア語話者が存在する。
このほか、少数民族としてアラブ人が居住している地域においてもアラビア語は使用されている。トルコ南東部のハタイ県、マルディン県、スィイルト県、シャンルウルファ県、イランの南西部にあるフーゼスターン州にはアラブ人が多く住み、アラビア語が多く話されている。

### アラビア語を公用語とする国際機関
アラビア語は世界で4番目の話者人口を持ち、さらにその話者が一地方に集住しているため、言語として大きな影響力を持つ。このため、アラビア語は多くの国際機関において公用語とされている。なかでもアラブ連盟はアラブ人国家の地域協力機構であるため、アラビア語は唯一の公用語となっている。イスラム協力機構も、イスラム教の典礼用言語がアラビア語でありイスラム教圏のほとんどにアラビア語が広まっているためにアラビア語の影響力は大きく、英語、フランス語とともに公用語の一つとなっている。アフリカ連合においても、大陸北部を中心にアラビア語諸国は一大勢力を保っているため、英語、フランス語、ポルトガル語、スワヒリ語とともに公用語とされている。アラビア語使用諸国は数も多くひとつの文明圏を形成しているため、国際連合においても1973年にアラビア語は公用語に追加され、英語、フランス語、ロシア語、中国語、スペイン語とともに6つの公用語のひとつとされている。

## 他言語への影響

### アラビア語を起源とする語彙
- トタン、じょうろ、コーヒー、ラケット、シロップ、アルコール、アルカリ、ソーダ、シャーベット、チェス、チェック（小切手）、ソファー、モンスーン、アベレージ（平均値）、ジャケット、ゼロ（零）、タリフ（関税率） 、リスク、アルゴリズム、アドベ、タマリンド、コットン、サフラン、アドミラル、センナ、シュガー（砂糖）、キャメル（ラクダ）、カラット、ガーゼ、カンフル（樟脳）、ギプスなど。
- 科学用語にはアラビア語起源の用語が多く、とりわけ化学に多い。これは中世から近世にかけてのアラビア語圏が科学分野において発展しており、当時の欧州が積極的にその知識と語彙を取り入れたためである。
- 星の名前
  - アルタイル（「飛ぶ鷲」という熟語の「飛ぶ」という部分。単独では「鳥」という意味）
  - アルデバラン（従うもの、後に続くもの。プレアデス星団に続いて地平線より昇ることから）
  - アルゴル（「グールの頭」という熟語の「グールの」という部分）
  - アルビレオ（「雌鳥のくちばし」の意味の語が西洋人の誤訳と誤解を経て）
  - ヴェガ（「降り立つ鷲」という熟語の「降り立つ」という部分）
  - デネブ（「鶏の尾」という熟語の「尾」という部分）
  - フォーマルハウト（大魚の口）
  - ベテルギウス（巨人の腋の下）
  - リゲル（脚）
- その他
  - ゼロ
  - アシッド
  - グール

「アル」で始まる言葉が多いのは、al- が定冠詞だからである。

### 影響を受けた諸言語
アラビア語から大きな影響を受けた言語は多く存在する。
特に北アフリカや西アフリカ、東アフリカの海岸部においては、それまで文字を持っていなかった言語がイスラム教およびその典礼用言語であるアラビア語の影響を受けて語法を整備し、文字を導入したケースが多く存在する。ハウサ語、ソマリ語などはこうした言語であり、現代では表記法はラテン文字に改められたものの、アラビア語からの借用語は非常に多く存在している。インド洋の季節風交易によってアラブ人商人が多く訪れた東アフリカの海岸部においては、バントゥー諸語の語幹に語彙の35%から40%にものぼる大量のアラビア語からの借用語を取り入れたスワヒリ語が16世紀ごろまでには成立し、地域の商業言語として広く使用されるようになった。
このほか、ペルシア語、トルコ語を含むテュルク諸語、スペイン語、ヒンドゥスターニー語、マレー語などの言語は古くから独自の文字を持っていたが、イスラム教の伝播によってアラビア文字を使用するようになり、同時に大量の語彙がアラビア語から流入した。これらの言語は現代でもアラビア語からの借用語が多い。ただしペルシア語を除き、現在はそれぞれ別の文字で表記されている。

## 統制機関
アラビア語の統制機関としては、最も古いダマスカス・アラビア語アカデミー（1919年創立）や、カイロにあるアラブ語学院（1932年創立）をはじめ、いくつかの国家に設けられたアラビア語アカデミーがその役割を担っている。こうした統制機関は科学分野を除いて外国語からの借用語をできるだけ制限し、新たな概念に対しては単語の意味の拡張などアラビア語内の対応によって処理する傾向が強い。